# Sound of White Noise
Sound of White Noise – szósty album studyjny zespołu Anthrax.   Został wydany w Stanach Zjednoczonych 17 maja 1993 roku przez wytwórnię płytową Elektra Records. Płyta dotarła do 7. miejsca listy Billboard 200 w Stanach Zjednoczonych.
Według danych z kwietnia 2002 album sprzedał się w nakładzie 511, 284 egzemplarzy na terenie Stanów Zjednoczonych.

## Lista utworów
1. „Potter's Field” (John Bush, Scott Ian, Frank Bello, Charlie Benante) - 5:00
2. „Only” (Bush, Ian, Bello, Benante) - 4:56
3. „Room for One More” (Bush, Ian, Bello, Benante) - 4:54
4. „Packaged Rebellion” (Bush, Ian, Bello, Benante) - 6:18
5. „Hy Pro Glo” (Bush, Ian, Bello, Benante) - 4:30
6. „Invisible” (Bush, Ian, Bello, Benante) - 6:09
7. „1000 Points of Hate” (Bush, Ian, Bello, Benante) - 5:00
8. „Black Lodge” (Bush, Ian, Bello, Benante, Angelo Badalamenti) - 5:24
9. „C11H17N2O2SNa” (Bush, Ian, Bello, Benante) - 4:24
10. „Burst” (Bush, Ian, Bello, Benante) - 3:35
11. „This Is Not an Exit” (Bush, Ian, Bello, Benante) - 6:49

Wersja zremasterowana z 2001 roku
1. „Auf Wiedersehen” (cover Cheap Trick) (Rick Nielsen, Tom Petersson) - 3:33
2. „Cowboy Song” (cover Thin Lizzy) (Phil Lynott, Brian Downey) - 5:06
3. „London” (cover The Smiths) (Morrisey, Johnny Marr) - 2:54
4. „Black Lodge” (Strings mix) (Bush, Ian, Bello, Benante, Badalamenti) - 5:21

Dodatkowa płyta CD w wersji japońskiej
1. „Noisegate” - 4:25
2. „Cowboy Song” (cover zespołu Thin Lizzy) (Lynott, Downey) - 5:06
3. „Auf Wiedersehen” (cover Cheap Trick) 	(Nielsen, Petersson) - 3:33
4. „Looking Down the Barrel of a Gun” (cover Beastie Boys) (Michael Diamond, Matt Dike, Adam Horovitz, John King, Mike Simpson, Adam Yauch) - 3:10

## Twórcy
- John Bush – wokal prowadzący
- Dan Spitz – gitara prowadząca
- Scott Ian – gitara rytmiczna, gitara prowadząca
- Frank Bello – gitara basowa, wokal wspierający
- Charlie Benante – perkusja